# Jacob van Campen

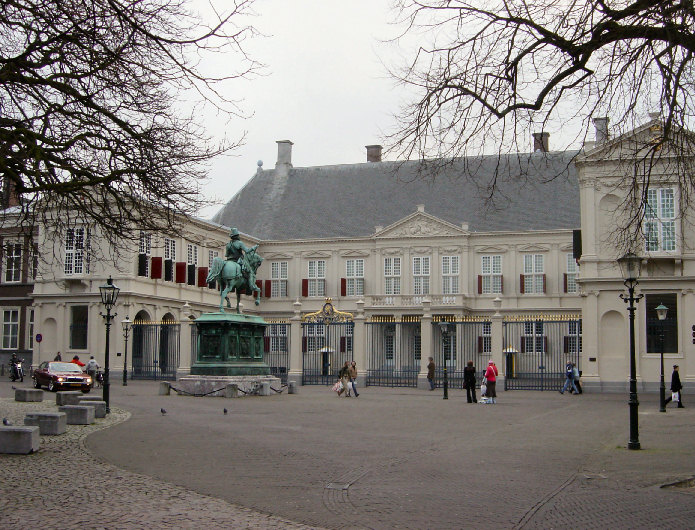
Palác Noordeinde, Amsterdam

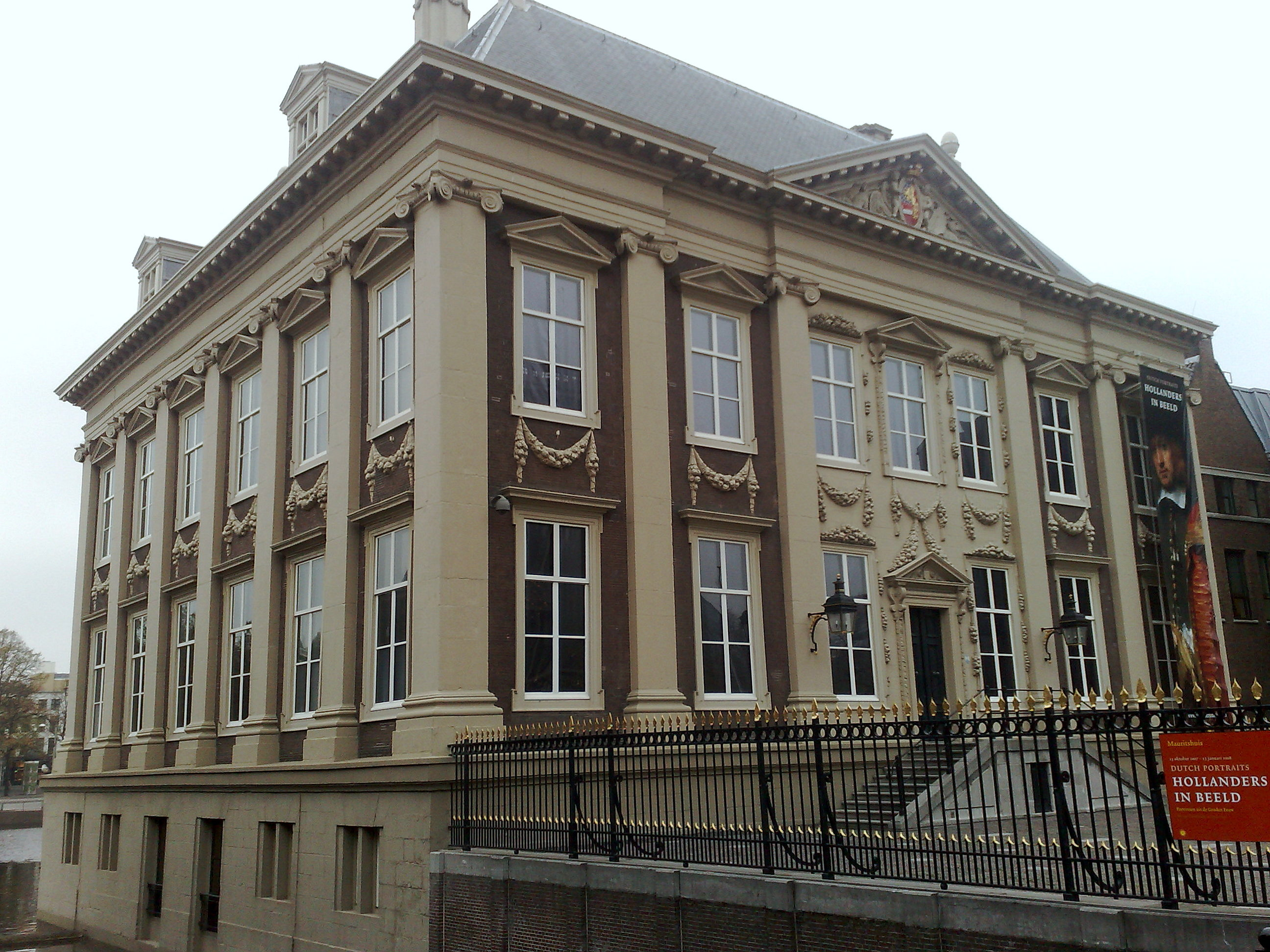
Mauritshuis, Haag

Jacob van Campen (2. února 1596 Haarlem, Nizozemsko – 13. září 1657 Amersfoort, Nizozemsko) byl nizozemský barokní umělec a architekt.

## Život
Jacob van Campen se narodil v bohaté rodině v Haarlemu a mládí strávil v rodném městě. Jelikož byl ze vznešené rodiny a mohl nakládat se svým časem jak chtěl, začal se věnovat malířství jako svému koníčku. V roce 1614 se stal členem Cechu svatého Lukáše a studoval malířství u Franse de Grebbera (z tohoto období se zachovalo mnoho jeho maleb). Asi v letech 1616–1624 žil v Itálii. Po návratu do Nizozemska se začal věnovat architektuře, v níž použil výpůjčky od architektů jako Andrea Palladio, Vincenzo Scamozzi a také využil vliv Marca Vitruvia Pollia. A je to také hlavně on, kdo je zodpovědný za obnovu neoklasického stylu v nizozemské barokní architektuře – kombinaci domácího, nizozemského zděného stylu s Vitruvianovými principy.
Van Campen a jeho přítel Constantijn Huygens navrhli nový dům pro hugenoty. Po Van Campenově smrti jeho práce silně ovlivnila knížete Jana Mořice Nasavsko-Siegenského, designéra zahrad v Kleve, a kurfiřta Fridricha Viléma I. Braniborského.

## Díla
První známá van Campenova budova je Coymansův dům z roku 1625 v Amsterdamu. V 30. letech 17. století van Campen a Pieter Post navrhli Mauritshuis v Haagu (palác, který je dnes domovem Královské obrazové galerie), a sám van Campen postavil také první nizozemské divadlo – amsterdamský Stadsschouwburg. Kolem roku 1645 van Campen navrhl kostel Nieuwe Kerk v Haarlemu, který byl ovlivněn tvorbou anglického architekta Christophera Wrena. Jeho nejznámější prací je pravděpodobně velká městská radnice v Amsterdamu (začátek stavby v roce 1648), dnešní Královský palác na náměstí Dam.